# Criando Cuervos
Criando Cuervos es el tercer álbum de estudio del grupo musical Pibes Chorros lanzado el 8 de abril de 2003. 

## Información
Fue el álbum debut de la agrupación Pibes Chorros, con las voces de Ariel 'El Traidor' Salinas, bajo la producción de Magenta Discos y distribución de BMG Ariola Argentina. En la composición de las canciones participaron Ariel Salinas y Claudio "Dalebe" Kirovsky.
La banda continuó con el sentido de sacar entre doce y trece sencillos por álbum, en este caso son trece.

## Recepción
El álbum incluye sencillos exitosos de la banda como «Entre rejas», «La Colorada», «La danza del pajarito», entre otros. Mientras que, «Que calor», se convirtió en una de las canciones más conocidas del grupo.

## Lista de canciones
| Criando Cuervos |                          |          |  |
| N.º             | Título                   | Duración |  |
| 1.              | «La Colorada»            | 3:12     |  |
| 2.              | «Carolina»               | 3:11     |  |
| 3.              | «Que Calor»              | 3:45     |  |
| 4.              | «Una vez más»            | 2:59     |  |
| 5.              | «Cumbia chorra»          | 3:21     |  |
| 6.              | «La Danza Del Pajarito»  | 2:54     |  |
| 7.              | «María Ester»            | 3:12     |  |
| 8.              | «Palmas Arriba»          | 3:35     |  |
| 9.              | «El Pibe Tuerca»         | 4:02     |  |
| 10.             | «Entre rejas»            | 4:46     |  |
| 11.             | «Las Pibas quieren sexo» | 2:39     |  |
| 12.             | «Una copa más»           | 3:43     |  |
| 13.             | «Negro soy»              | 3:48     |  |
| 45:24           |                          |          |  |